# Staurois nubilus
Espèce
Synonymes
- Ixalus nubilus Mocquard, 1890

Staurois nubilus est une espèce d'amphibiens de la famille des Ranidae.

## Répartition
Cette espèce est endémique de l'île de Palawan aux Philippines.

## Taxinomie
Cette espèce a été relevée de sa synonymie avec Staurois guttatus par Arifin, Iskandar, Bickford, Brown, Meier & Kutty en 2011 où il avait été placé par Boulenger en 1891.

## Publication originale
- Mocquard, 1890 : Recherches sur la faune herpétologique des Iles de Bornéo et de Palawan. Nouvelles archives du Museum d'histoire naturelle de Paris, sér. 3, vol. 2, p. 115–168 (texte intégral).